# Limosina v-atrum
Limosina v-atrum är en tvåvingeart som först beskrevs av Villeneuve 1917.  Limosina v-atrum ingår i släktet Limosina och familjen hoppflugor. Inga underarter finns listade i Catalogue of Life.